# Prisca Steinegger
Prisca Steinegger (Zürich, 1 september 1977) is een Zwitserse voetbalster.

## Carrière als professional
Steinegger kreeg 1999 een beurs voor een opleiding in de Verenigde Staten, maar kon vanwege een blessure niet deelnemen. Ze trad later in dienst bij de FIFA. 
Sinds 1996 voetbalt Steinegger bij de Zwitserse nationale ploeg. Ze werd 2003 in Bern tot Zwitsers voetbalster van het jaar gekozen.

## Erelijst
- Zwitsers voetbalster van het jaar

2003